# M7 (Ungern)

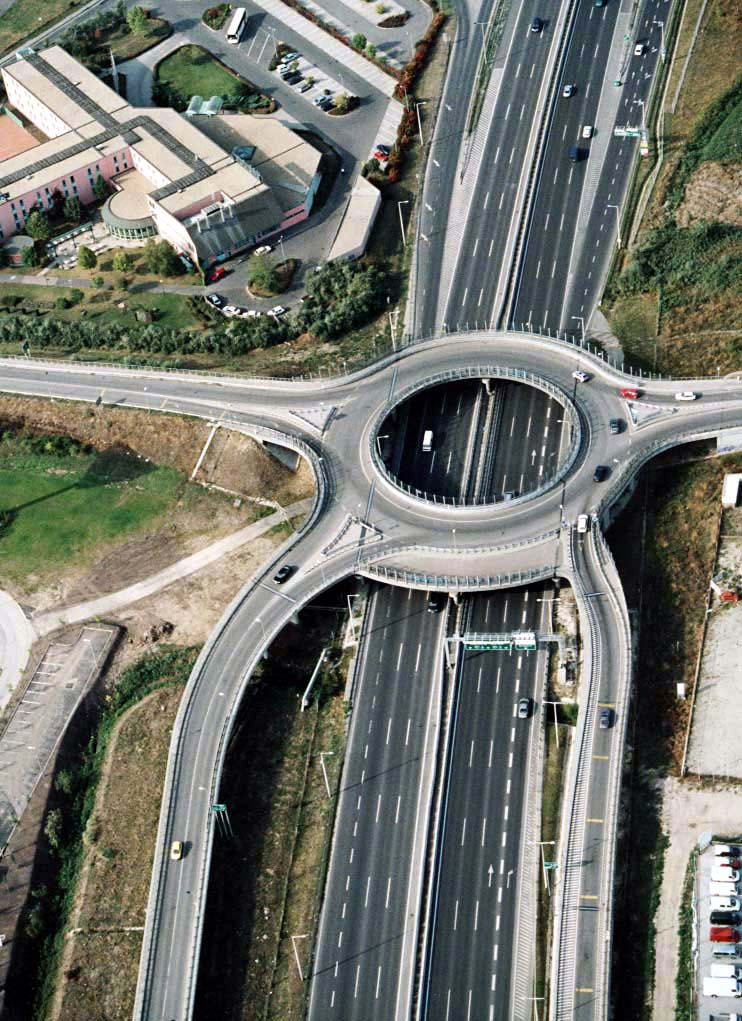
M7 från luften.

M7 är en motorväg i Ungern som går mellan Budapest och gränsen till Kroatien. Motorvägen går via Siófok, Balatonkeresztúr, Zalakomár, Nagykanizsa och Letenye. Detta är en för Ungern mycket betydelsefull motorväg eftersom den binder ihop Budapest med Balatonsjön (som är en populär badsjö och en mycket stor turistattraktion i Ungern) och Kroatien. Den sista biten av M7 blev klar i slutet på oktober 2008. Motorvägen utgör en förbindelse mellan Budapest och Zagreb och det är motorväg hela vägen mellan städerna. 

## Galleri

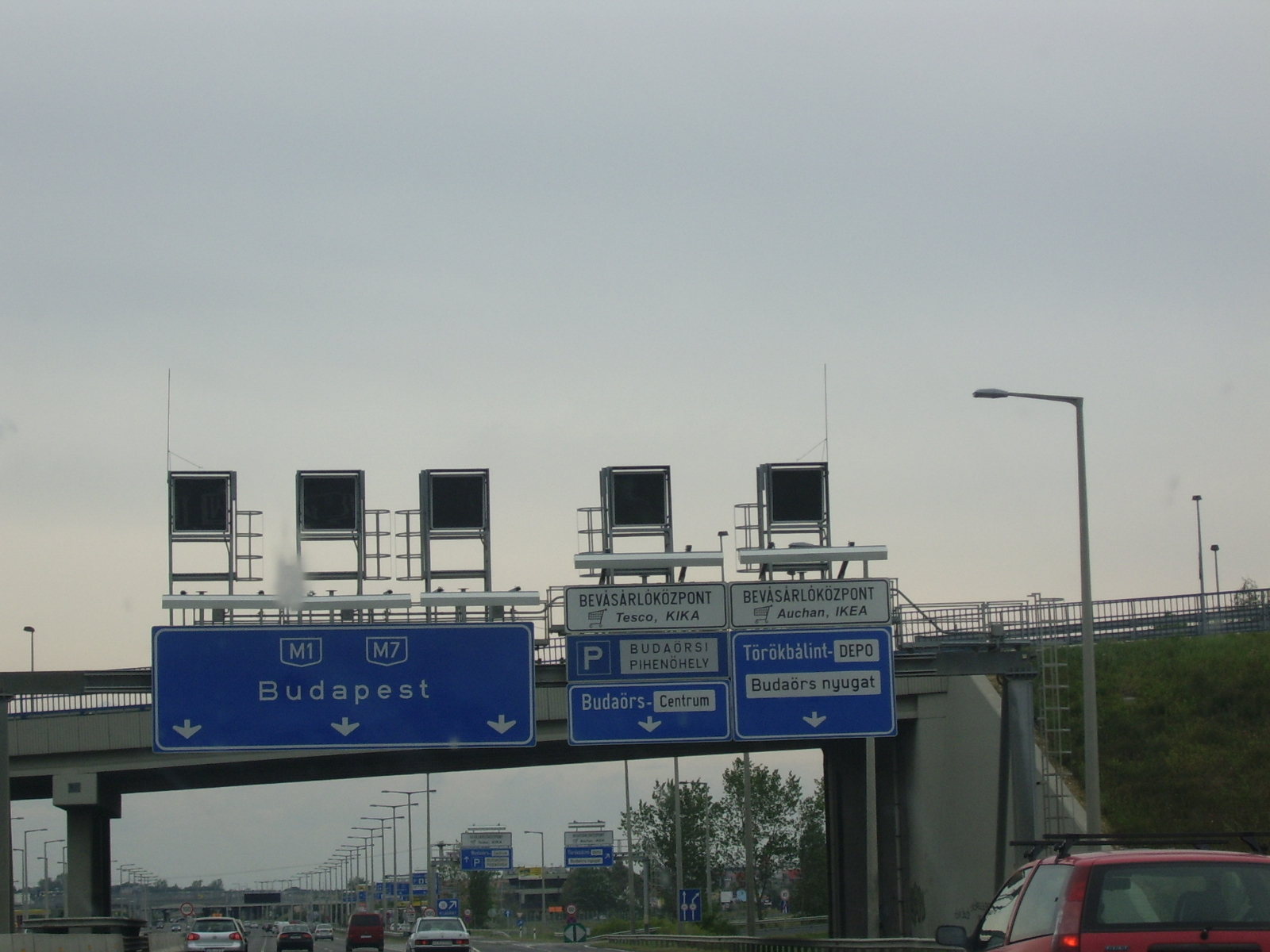
Inledande avsnitt Budapest.
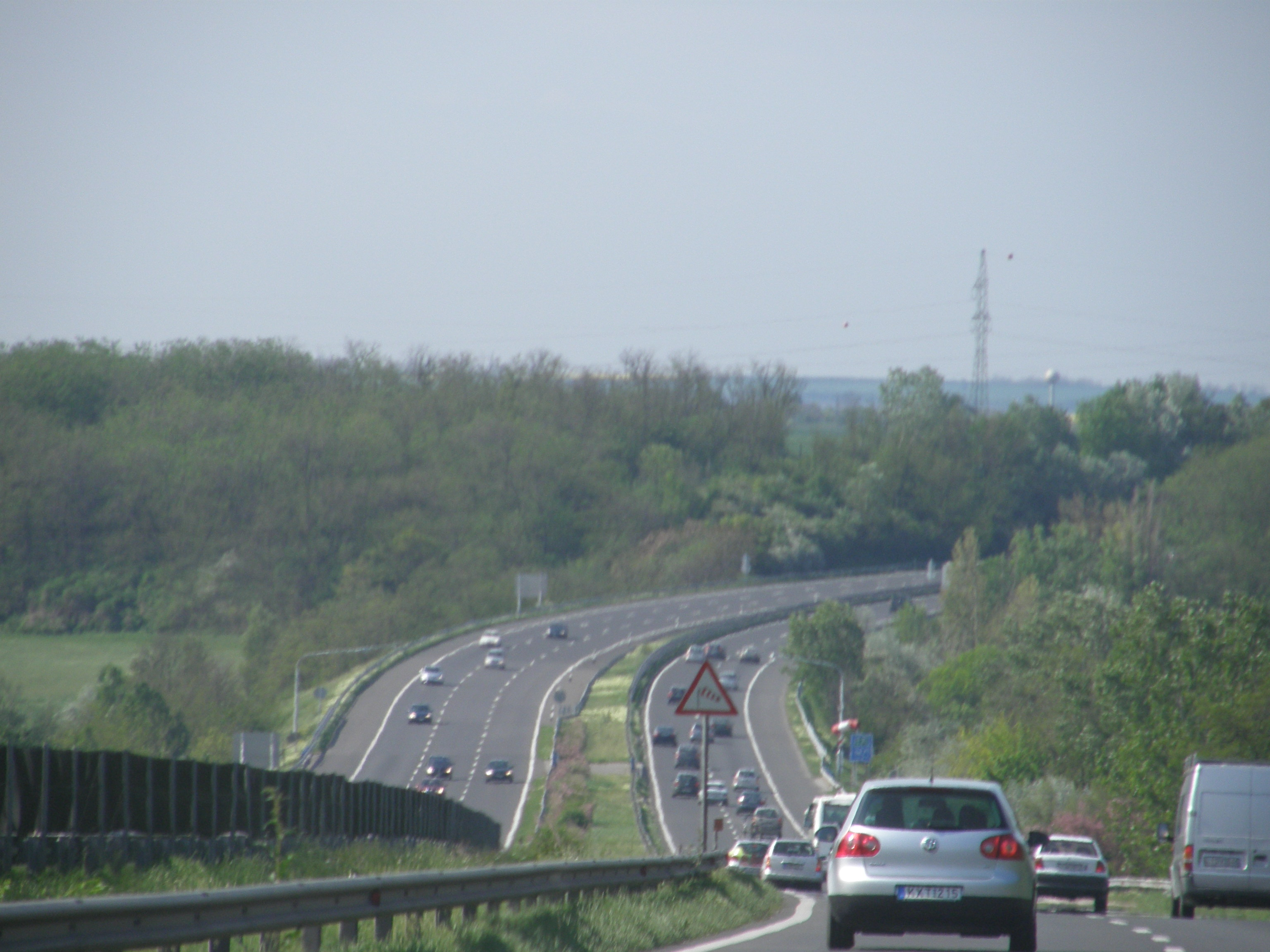
M7 vid Martonvásár.
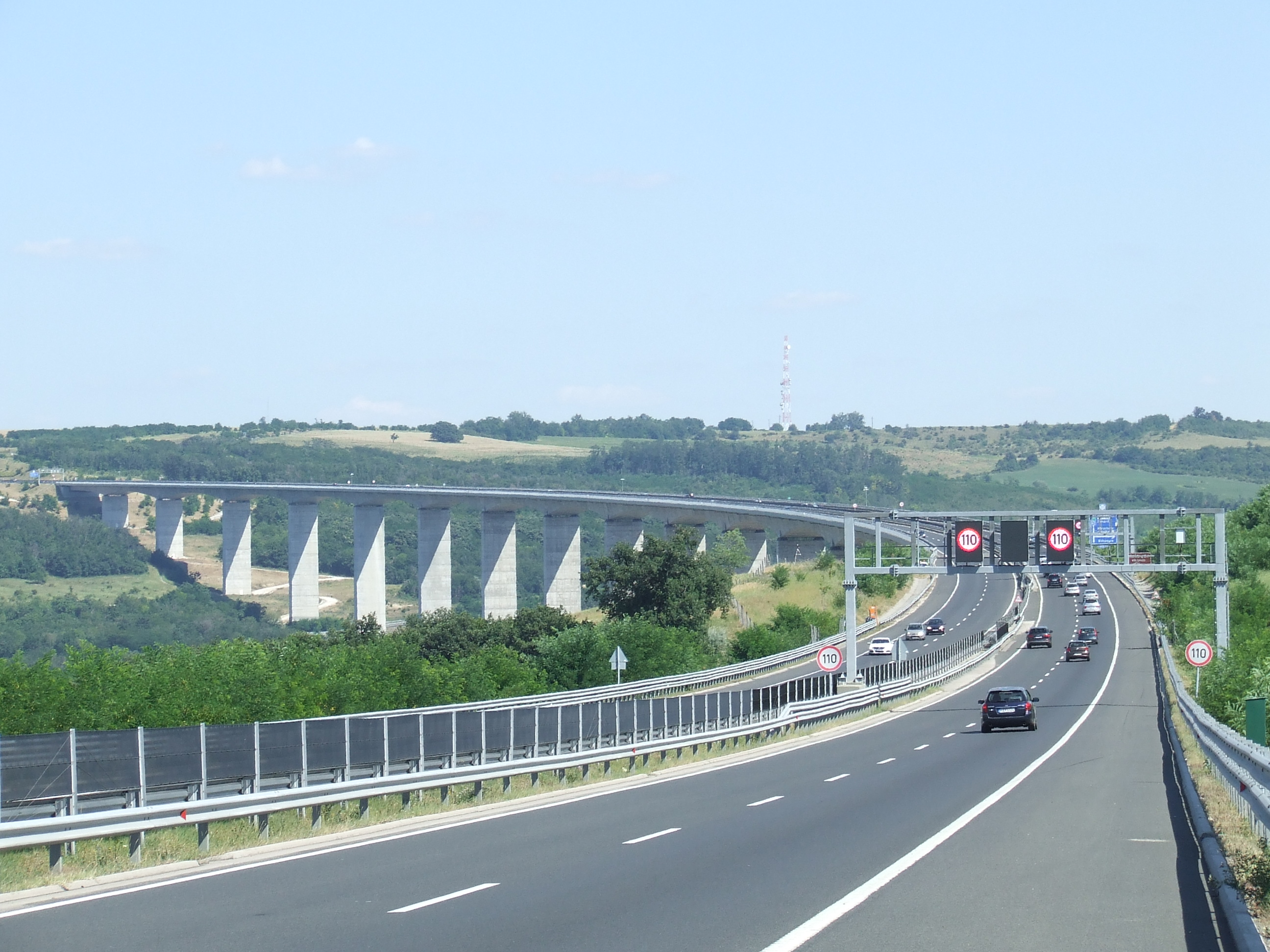
Köröshegy dalbro.
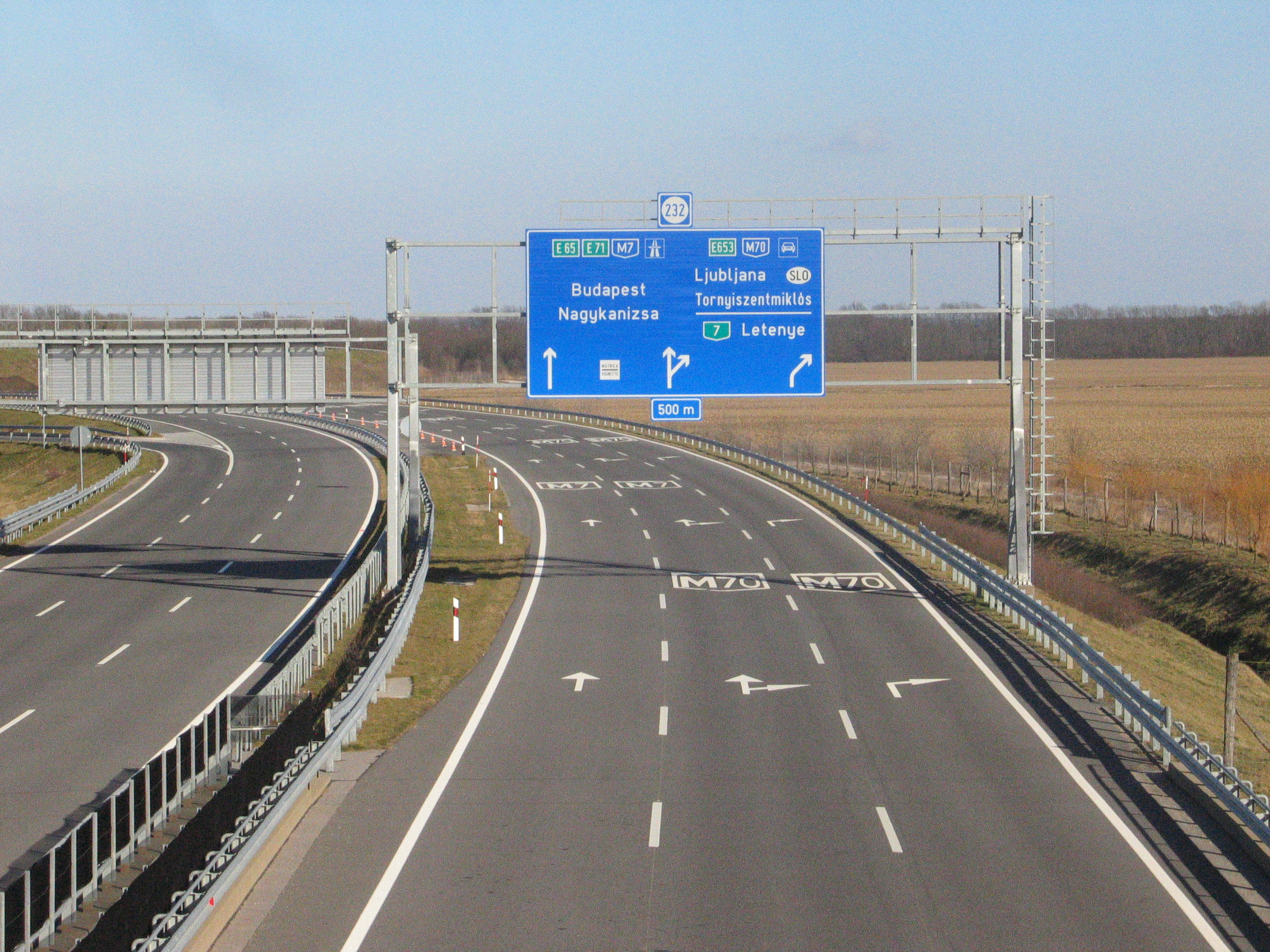
Nära gränsen i Letenye.